# San Gavino Monreale
San Gavino Monreale ist eine sardische Stadt in der Provinz Medio Campidano mit 7959 Einwohnern (Stand 31. Dezember 2023). Sie liegt am Rio Pardue in der Campidano-Ebene zwischen Sanluri und Guspini.

## Sehenswürdigkeiten
Nördlich des Ortes liegt die Burgruine Monreale, die Terme di Sardara, das Brunnenheiligtum Santa Anastasia und die Nuraghensiedlung Genna Maria.
Zum Karneval in San Gavino Monreale kommen jährlich etwa 70.000 Besucher. Das Fest in San Gavino ist die moderne Version der antiken Geschichte vom Sündenbock, der zum Opferaltar geführt wird.

## Wirtschaft
Der Ort ist für die Safranproduktion bekannt. Die Safranfäden sind die von Hand geernteten, brillantroten Narbenlappen der Blüte des Safrankrokus, mit sehr intensivem Aroma.

## Verkehr
Der Ort hat seit 1871 eine Bahnverbindung mit Cagliari.

## Söhne und Töchter der Stadt
- Raimondo Inconis (* 1959), Musiker und Pädagoge
- Fabio Aru (* 1990), Radrennfahrer